# 海灘90街車站
海灘90街車站（英語：Beach 90th Street station），有時被稱為「海灘90街-荷蘭車站」（英語：Beach 90th Street–Holland station），是紐約地鐵IND洛克威線的一個地鐵站，設有A線（僅繁忙時段尖峰方向停站）和洛克威公園接駁線（任何時候停站）列車服務。

## 車站結構
| 月台層 | 側式月台 | 側式月台                                                                            |
| 月台層 | 南行     | ← 往洛克威公園-海灘116街 (海灘98街) ← 黃昏繁忙時段往洛克威公園-海灘116街 (海灘98街) |
| 月台層 | 北行     | → 往寬水道 (總站) → → 早上繁忙時段往英伍德-207街 (寬水道) → ← (沒有服務: 海灘67街)  |
| 月台層 | 側式月台 |                                                                                     |
| 夾層   | 夾層     | 閘機、車站詢問處、Metrocard自動售票機                                               |
| Ground | 街道層   | 出入口                                                                              |

車站設於混凝土高架橋上，設有兩個側式月台和兩條軌道。2010年安裝了新的照明。

## 外部連結

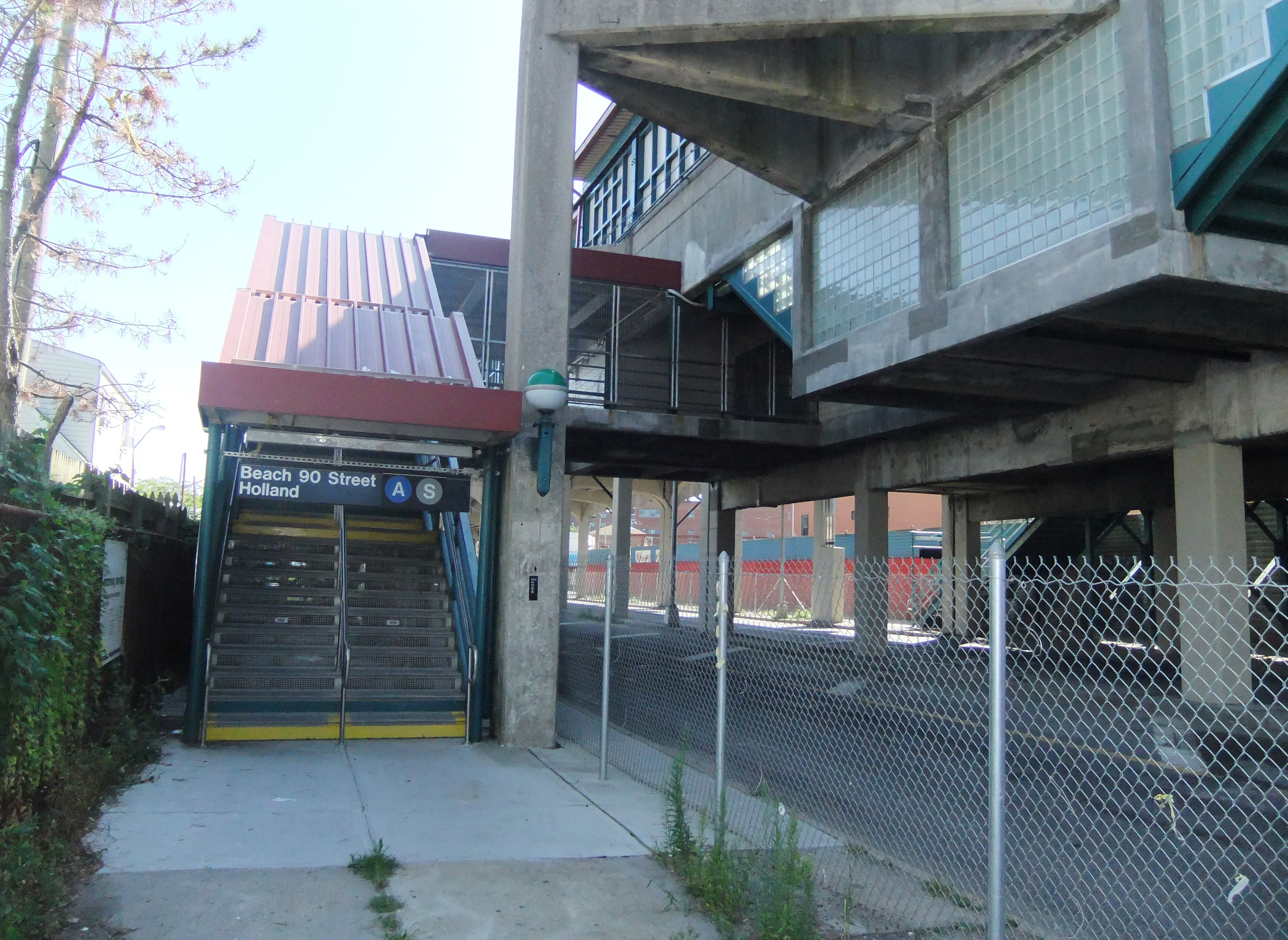
海灘90街和洛克威道路東北角的樓梯

- 维基共享资源上的相關多媒體資源：海灘90街車站
- nycsubway.org—IND Rockaway: Beach 90th Street/Holland
- Station Reporter — Rockaway Park Shuttle
- 1905 Image of Holland Station (Arrt's Arrchives) （页面存档备份，存于）
- The Subway Nut — Beach 90th Street – Holland Pictures （页面存档备份，存于）
- Beach 90 Street entrance from Google Maps Street View